# Фома I Комнін Дука
Фома I Комнін Дука (грец. Θωμάς Α΄ Κομνηνός Δούκας,; 1285—1318) — 5-й володар Епірського деспотату в 1297—1318 роках.

## Життєпис
Походив з династії Ангелів. Другий син Никифора I, деспота Епіру, і Анни, доньки Іоанна Кантакузина. Народився 1285 року. 1290 року отримав від родича по матері — Андроніка II, візантійського імператора — титул деспота. Того ж року Никифор I вирішив, що трон успадкує його дочка Тамара, яка в 1294 році стала дружиною Філіппа I, князя Таранто. Втім 1297 року після смерті Никифора I його дружина Анна домоглася оголошення деспотом Фоми I. Це спричинило конфлікт з Карлом II, королем Неаполю, батьком Філіппа Тарантського, що висунув права на Епір від імені останнього.
Анна Кантакузина, яка стала регенткою, вказала, що оскільки Тамара перейшла до католицтва, то втратила права на деспотат. Розуміючи важкість протистояння неаполітанському королю Анна 1307 року уклала шлюбну угоду між Фомою I і Анною, донькою візантійського співімператора Михайла IX. Але власне весілля відбулося лише 1313 року.
Водночас почалася війна з Неаполем. Протягом 1304—1305 років велися бої за міста Бутрінт і Навпакт, які вдалося зберегти за деспотом. Проте 1307 року в новій війні Фома I зазнав поразки, погодившись передати Філіппу Тарантському землі, зайняті у 1305 році.
1315 року через приватну суперечку проти Епіру виступило візантійське військо, що дійшло до околиць Арти (столиці деспотату). Фома I заарештував свою дружину і почав переговори з Філіпом Тарантським. Але не встиг завершити цю справу, оскільки 1318 року був убитий небожем Миколаєм Орсіні, пфальцграфом Кефалінії і Закінфу.